# ジョセフ・ワイゼンバウム
ジョセフ・ワイゼンバウム（Joseph Weizenbaum, 1923年1月8日 - 2008年3月5日）は、ドイツ系アメリカ人でMITの計算機科学の名誉教授を務めていた。

## 生涯
ドイツのベルリン生まれ。 ユダヤ人の両親のもとに生まれた彼は、1936年にヒトラーの支配するドイツから逃れ、家族と共にアメリカ合衆国に移住した。米国で1941年に数学を勉強し始めたが、彼の勉学は戦争によって中断された(その間、彼は軍役に服していた)。その後、数学で修士号を取得。
1952年ごろ、彼はアナログコンピュータに関して仕事をしつつ、ウェイン州立大学のデジタル型コンピュータ開発に関わった。1956年、ゼネラル・エレクトリック社に就職し、銀行で使われた最初のコンピュータの開発に従事した。これは ERMA と呼ばれるシステムで、磁気インク文字認識 (MICR) を使って小切手処理を自動化したものである。その後、1964年にMITで職を得た。
1960年代にはSLIPというプログラミング言語を生み出している。
1966年、ELIZAと呼ばれる単純な自然言語処理プログラムを公表し、カウンセラーを装って人間と対話できることを示した。DOCTORと呼ばれるスクリプトで駆動されており、カール・ロジャースの来談者中心療法の会話手法をモデル化している。人間の返答を理解したような対話を実現するために、そのプログラムはパターン照合を適用している。このようなプログラムは現在「チャッターボット」（おしゃべりボット）と呼ばれ、日本においては人工無脳として知られ、独自の進化を遂げている。ELIZAは思考する機械の先駆けと見なされた。ワイゼンバウムは、彼のプログラムが多くのユーザーに非常に重大な影響を及ぼし、彼らがそのプログラムに心を開く様子にショックを受けた。人工知能の意味について冷静に考えはじめ、後にその主要な批評家の1人になった。
彼の有名な1976年の本 Computer Power and Human Reason（邦訳については業績を参照）は、コンピュータ技術についての彼のアンビバレンス（相反する感情の両立）を示し、彼の考えを示している。すなわち、人工知能は可能と思われるが、コンピュータは常に同情や知恵などの人間性を欠くので、我々は決してコンピュータに重要な決定を任せるべきでない、というものである。彼は、その理由として（人工知能が）人類の感情的な環境で育てられなかったためであると考えている。
1996年ベルリンに移住し、生まれ故郷の近くに住むようになった。
2007年にはドイツでワイゼンバウムについてのドキュメンタリー映画が製作され、英語吹き替え版も作られた。2010年のドキュメンタリー映画 Plug & Pray もワイゼンバウムを中心に人工知能の倫理的側面を描いている。
晩年、彼はベルリンで Institute of Electronic Business の科学評議会の会長を務めたが、2008年3月5日に85歳で死去した。MIT以外にハーバードやスタンフォードなどの大学でも教壇に立った経験がある。

## 業績
- "ELIZA - A Computer Program for the Study of Natural Language Communication between Man and Machine,"(ELIZA - 人間と機械の間の自然言語によるコミュニケーションの研究のためのコンピュータプログラム) Communications of the Association for Computing Machinery 9 (1966): 36-45.[7]
- Computer Power and Human Reason: From Judgment To Calculation, San Francisco: W. H. Freeman, 1976 ISBN 0-7167-0464-1
  - 『コンピュータ・パワー 人工知能と人間の理性』(サイマル出版会、秋葉忠利訳、1979年)